# Pfiffner Paulina
Pfiffner Paulina (Mezőhegyes, 1825. január 19. – Gyula, 1853. szeptember 29.) magyar katona, honvéd hadnagy.

## Élete
1825-ben született Mezőhegyesen, apja Pfiffner Félix, olasz származású, a mezőhegyesi ménesbirtokon volt főhadnagy. Lengyel származású édesanyját, Müller Teréziát 10 évesen vesztette el. Apját közben Lengyelországba helyezték, de ő nem ment vele, Mezőhegyesen férjezett nővérénél, Krisztinánál maradt, majd 1840 körül a lázadó korszakába lépett ifjú lány Pestre ment, ahol színésznek állt. Egy vándor társulattal Erdélybe utazott, apja támogatásával, majd még a szabadságharc előtt beállt a bécsi légióba. Az akkor 23 éves lány férfiruhába öltözve, Ligeti Kálmán név alatt, küzdötte végig a csatákat:
Bem alatt Besztercén harcolt − a piski csatában bátor feladatokat vállalt és megsebesült. A csatában tanúsított hősiességért tisztté léptették elő. 1849 januárjában ismét lőtt sebet kapott, ekkor a nagyszebeni kórházban ápolták.
A szabadságharc után Pécskán, sógorának, Kovács Józsefnek ügyvédi irodájában dolgozott, majd Medgyesegyházára, más leírás szerint pedig Csanádapácára menekült, ahol Hamvai József kincstári ispánnál nyert alkalmazást, mint írnok. Itt tartóztatták le. Gyulára hozták, ahol a laktanyában fegyverhez jutott és 1853. szeptember 1-jén szíven lőtte magát. A sebe ekkor még nem volt halálos, a gyulai közkórházba szállították, ahol Tormássy Lajos igazgató főorvos saját betegeként kezelte. 1853. szeptember 29-én, súlyos szenvedések után halt meg. Közadakozásból 1888-ban állított szép síremléke ma is áll.

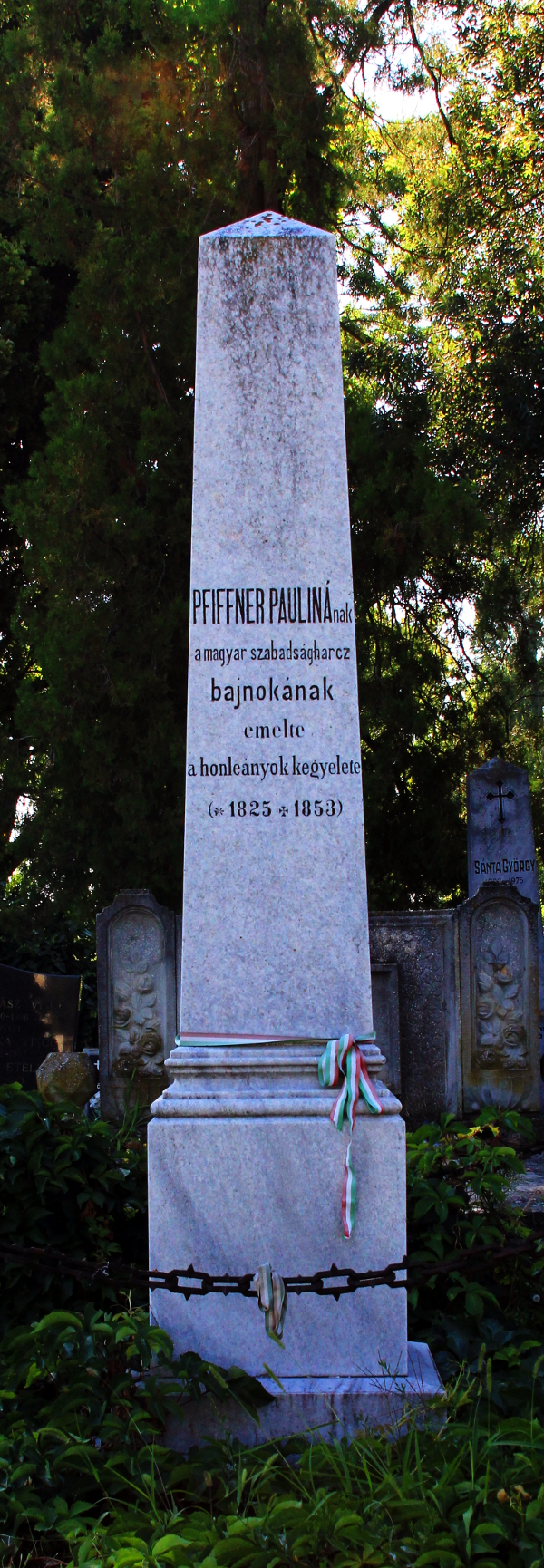
Pfiffner Paulina sírja

Sírja a gyulai Szentháromság temetőben van.